# Steve Patterson
Pour l’article homonyme, voir Patterson.
Steve Patterson, né en 1958 à Beaver Dam dans le Wisconsin, est un dirigeant sportif américain. Depuis 2017, il est président des Coyotes de l'Arizona dans la Ligue nationale de hockey (LNH). 

## Biographie
Manager général des Rockets de Houston en NBA au début des années 1990, il construit l'équipe championne lors de la saison NBA 1993-1994. Après avoir soutenu et contribué à la réussite du projet de nouvelle franchise des Texans de Houston du milliardaire Bob McNair, il devient vice-président et directeur du développement de la franchise. 
Il devient le président des Trail Blazers de Portland en juin 2003.
Il devient manager général du club après la fin du contrat de John Nash en mai 2006, poste qu'il occupe jusqu'au 1er mars 2007,. 
En 2012, il est nommé directeur athlétique de l'université d'Etat d'Arizona. De 2013 à 2015, il est le directeur athlétique de l'université du Texas à Austin. 
Le 12 juillet 2017, il devient le président des Coyotes de l'Arizona.